# Étoile noire (gravité semi-classique)
Pour les articles homonymes, voir Étoile noire.
Une étoile noire est un objet céleste théorique supermassif, analogue au trou noir pour son origine et ses effets, mais qui évite les inconvénients de ce dernier : il ne mène pas à la création de singularité et de déformation infinie de l'espace-temps, aux effets et conséquences mal compris, faute d'une théorie quantique de la gravitation,.

## Description
Comme un trou noir, l'étoile noire est un objet issu de l'effondrement d'une étoile massive, et d'une densité telle que sa vitesse de libération excède la vitesse de la lumière, le rendant obscur, ou à défaut extrêmement sombre. 
Toutefois, contrairement au trou noir, il n'y a pas d'horizon des événements, et l’étoile noire est un corps réel et matériel.

## Historique
En 2009, dans la revue Pour la Science, des chercheurs ont publié les résultats de leurs travaux, dans le cadre de la gravité semi-classique, sur l'effondrement d'une étoile massive.
Ils ont mis en évidence que des effets liés à l'énergie du vide quantique pourraient empêcher la formation d'un horizon, et donc d'un trou noir, lors de l'effondrement gravitationnel d'une étoile.